# Kärt Hellerma
Kärt Hellerma (geb. Tõnisson, * 9. November 1956 in Tallinn) ist eine estnische Journalistin, Kritikerin und Schriftstellerin.

## Leben
Hellerma machte 1975 in Tallinn ihr Abitur und studierte von 1976 bis 1981 an der Universität Tartu Journalistik. Anschließend war sie von 1981 bis 1990 bei der Jugendzeitschrift Noorus und von 1990 bis 1992 bei der Zeitung Eesti Elu / Estonian Life. Es folgten Stationen als Kulturredakteurin bei diversen Tageszeitungen (u. a. Eesti Päevaleht, Postimees), seit 1998 ist sie freiberuflich.
Kärt Hellerma lebt in Tallinn und ist seit 2002 Mitglied des Estnischen Schriftstellerverbands.

## Werk
Hellerma debütierte als Kritikerin 1977 und veröffentlichte ihre erste Novelle 1989 in einer Zeitschrift. Ihr erstes Buch (und erster Roman) erschien 1997. Alkeemia (Alchemie) handelt von der Liebe einer ca. vierzigjährigen Frau zu einem wesentlich jüngeren Mann und trägt feministische Züge, was von einer Kritikerin bemängelt, im Allgemeinen aber gelobt wurde: Mehrmals wurde ihr Debüt mit Tõnu Õnnepalu verglichen.
Auch in ihren späteren Büchern stehen Frauen im Zentrum der Handlung. Teilweise haben sie dieselben Probleme, so dass die Kritik Hellerma thematische Wiederholung vorgeworfen hat, wenngleich ihr Stil nach wie vor gelobt wurde. Als die Autorin 2014 überraschend ihren ersten Gedichtband Seniitvalgus (Zenitlicht) veröffentlichte, sparte der angesehene Dichterkollege Karl Martin Sinijärv nicht mit Lob und verglich sie mit Kalev Kesküla. Außerdem hat Hellerma Reise- und Kinderbücher verfasst.

## Auszeichnungen
- 2013 August-Gailit-Novellenpreis

## Bibliografie
- Alkeemia ('Alchemie'). Tallinn: Tuum 1997. 169 S.
- Kassandra ('Kassandra'). Tallinn: Hotger 2000. 214 S.
- Avanenud ruum. Artikleid ja esseid 1991–2006 ('Der geöffnete Raum. Artikel und Essays'). Tallinn: Eesti Keele Sihtasutus 2006. 279 S.
- Kohanenud kirjandus. Valik kirjanduskriitikat 1987–2006 ('Die angepasste Literatur. Ausgewählte Kritiken 1987-2006'). Tallinn: Eesti Keele Sihtasutus 2006. 206 S.
- Ma armastasin David Copperfieldi ('Ich liebte David Copperfield'). Tallinn: Tuum 2007. 156 S.
- Sinine missa: valik reisikirju ('Die blaue Messe. Ausgewählte Reisebriefe'). Tallinn: Tuum 2008. 351 S.
- Õrnad kõrvad ('Zarte Ohren', Kinderliteratur). Tallinn: Ajakirjade Kirjastus 2010. 63 S.
- Unenäoliiv. Novelle ja proosapalu 2005-2011 ('Traumsand. Novellen und Prosa 2005-2011'). Tallinn: NyNorden 2011. 169 S.
- Taevarändurid ja teisi jutte ('Himmelswanderer und andere Geschichten', Kinderbuch). Tallinn: Ajakirjade Kirjastus 2012. 72 S.
- Poiss ja kaja ('Junge und Echo', Kinderbuch). Tallinn: TEA 2014. 23 S.
- Islandi kiri ('Isländischer Brief'). Tallinn: NyNorden 2014. 212 S.
- Seniitvalgus. Paraluulet 2013-2014 ('Zenitlicht. Paralyrik 2013-2014'). Tallinn: Eesti Keele Sihtasutus 2014. 155 S.
- Pupi ja salakäik ('Pupi und der Geheimgang', Kinderbuch). Tallinn: Päike ja Pilv 2015. 37 S.
- Hümn pikale ninale. Paraluulet II (2014–2015) ('Hymne an die lange Nase. Paralyrik II'). Tallinn: Eesti Keele Sihtasutus 2015. 168 S.
- Hõbeda laulud. Luulet 2015–2016 ('Lieder des Silbers. Dichtung 2015-2016'). Tallinn: Eesti Keele Sihtasutus 2016. 144 S.